# President de Mèxic
El president de Mèxic, oficialment el president dels Estats Units Mexicans, i de vegades presentat com a ciutadà president constitucional dels Estats Units Mexicans, és el cap d'estat, cap de govern, i comandant en cap de l'exèrcit, l'armada i la força aèria mexicanes. L'actual presidenta és la Clàudia Sheinbaum.
Com a representant del poder executiu de la federació sota un sistema presidencialista, el president és elegit de manera separada de la branca legislativa, per mitjà del sufragi universal directe, per majoria simple. A partir de la promulgació de la constitució de 1917, el president de la nació no pot ser reelegit, i des de 1934 el període de govern és sexennal—conegut com a sexenni. Depenent de la manera en què arriba al poder, i ja que a Mèxic no hi ha el càrrec de vicepresident, un president pot ser 
- president electe i posteriorment president constitucional (electe pels ciutadans en les eleccions presidencials);
- president interí (electe pel Congrés de la Unió en cas d'absència absoluta del president en funcions—mort, renúncia o impugnació—i si l'absència ocorre durant els primers dos anys del sexenni, en el qual cas, el president interí convocarà a eleccions);
- president substitut (electe pel Congrés de la Unió en cas d'absència absoluta del president en funcions i si l'absència ocorre durant els últims quatre anys del sexenni, en el qual cas, el president substitut haurà de concloure el sexenni)
- president provisional (electe per la Comissió Permanent, si el Congrés de la Unió estigués en recés, el qual només romandrà en funcions fins que el Congrés de la Unió es reuneixi per elegir-ne un d'interí o de substitut)

## Creació del càrrec

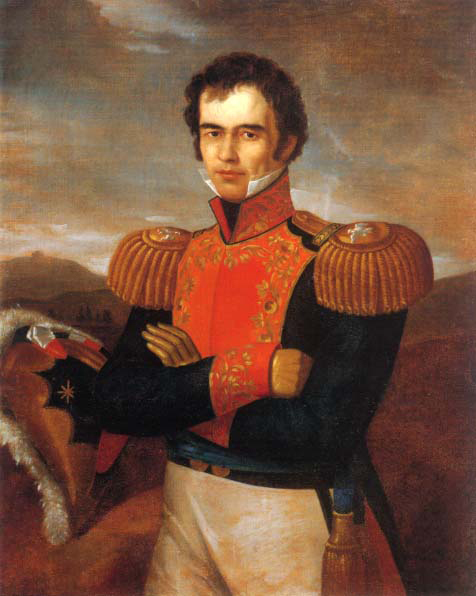
Guadalupe Victoria, el primer president de Mèxic, 1824-1828

El càrrec de president de Mèxic fou creat després de la caiguda de la breu monarquia constitucional de 1821-1822 amb la promulgació de la constitució de Mèxic de 1824, que va convertir Mèxic en una república democràtica i federal integrada per estats sobirans, segons el model nord-americà. Les constitucions federal de 1857 i 1917 han mantingut la forma de govern presidencialista. La república va ser abolida en una sola ocasió, entre 1864 i 1867, quan els conservadors tornàren instituir la monarquia constitucional, sota Maximilià I de Mèxic, reconeguda per diverses potències europees. El president Benito Pablo Juárez García, en funcions des de 1858, va encapçalar un govern d'oposició itinerant, refusant-se a reconèixer la monarquia, i reinstaurant la República el 1867. El govern de Juárez era reconegut pels Estats Units.
Tradicionalment, el president de Mèxic havia estat la branca de govern amb més poder sobre les altres branques. Des del 1928 fins al 2000 tots els presidents eren del Partit Revolucionari Institucional, partit que va tenir un poder gairebé hegemònic en la política del país durant el segle xx. El 2000, Vicente Fox es va convertir en el primer candidat d'oposició a guanyar les eleccions en setanta-dos anys.

## Requisits per a accedir el càrrec
L'article 82 de la constitució de Mèxic de 1917, estableix que per ser president és necessari:
- ser ciutadà mexicà de naixement, gaudint de tots els seus drets, fill de pare o mare mexicana, i haver residit al país almenys vint anys;
- tenir almenys trenta-cinc anys el dia de l'elecció;
- haver residit en el país durant un any sencer al dia anterior a l'elecció; tot i que l'absència del país menor a trenta dies, no interromp la residència;
- no pertànyer a l'estat eclesiàstic, ni ser ministre de cap religió;
- no ser ministre (secretari) ni subministrament (subsecretari) d'Estat, cap o secretari general d'administració, ni fiscal general de la República, ni governador de cap estat de la federació, llevat que se separi sis mesos del càrrec abans del dia de l'elecció.

L'article 83, a més, estableix que cap ciutadà que hagi ostentat el càrrec de president de Mèxic, ja sigui elegit, o en condició d'interí, provisional o substitut, podrà tornar a ser president de Mèxic mai més per cap motiu i en cap cas. Aquesta condició, coneguda com la condició de no reelecció, és un vestigi de la Revolució Mexicana.
La condició de ser ciutadà mexicà "de naixement" s'atorga no només als ciutadans que han nascut a Mèxic; i de fet, correspon, més aviat, a la condició de "nacional d'origen", com és el cas a Espanya. Segons l'article 30 de la constitució mexicana, un mexicà que ha nascut a l'estranger, és "mexicà de naixement" si un dels seus pares era mexicà "de naixement" o per "naturalització". Per tant, la constitució permet clarament, a diferència d'altres Estats com ara els Estats Units, que un ciutadà mexicà que no ha nascut a Mèxic pugui ostentar el càrrec de president, fins i tot si els seus ancestres no eren mexicans, mentre que algun dels seus pares ostenti la ciutadania mexicana i si compleix amb els requeriments dels articles 82 i 83, entre els quals, la residència de vint anys al país.

## De les eleccions
En la Constitució Federal de 1824, el president de Mèxic era elegit de manera indirecta per majoria absoluta mitjançant un Col·legi Electoral integrat per les legislatures dels estats de la federació, un procés similar al que encara s'utilitza als Estats Units per elegir-ne el president. Una forma similar de votació indirecta es va conservar en la Constitució Federal de 1857; però, l'actual Constitució Política de 1917, va establir la votació directa pel president de la República a l'article 81. A part d'establir l'elecció directa, la constitució no defineix el procés ni els detalls de les eleccions, els quals són descrits segons els termes de la "Llei Electoral". Segons la Llei Electoral actual, per ser elegit, el candidat ha d'aconseguir simplement la majoria simple i no pas l'absoluta, eliminant així la necessitat d'una segona volta d'eleccions. Ja que la forma de govern és presidencialista, el president és elegit de manera separada de la branca legislativa o el parlament, el Congrés de la Unió, i no ha d'obtenir ni retenir la seva confiança. De fet, un partit d'oposició pot obtenir la majoria relativa o absoluta dels escons de la Cambra de Diputats en les eleccions concurrents o intermèdies.
La Llei Electoral estableix amb molts detalls i restriccions les campanyes electorals. Fins a les eleccions del 2006, el registre de candidats es feia sis mesos abans de l'elecció i les campanyes començaven oficialment el mateix dia—les precampanyes perquè els partits polítics elegeixen llurs candidats es feien fins i tot vuit mesos o més abans de l'elecció. A partir de la Reforma Electoral del 2007-2008, el període de campanya es va reduir a 90 dies. La llei també va limitar la precampanya a només 60 dies. L'elecció presidencial es realitza cada sis anys, el primer diumenge del juliol, de manera concurrent amb la renovació total del Congrés de la Unió.

## Assumpció i remoció del càrrec

### Investidura i jurament
El candidat que guanya la majoria relativa dels vots en les eleccions es converteix en president electe dels Estats Units Mexicans, tan bon punt el Tribunal Electoral hagi realitzat el còmput final de l'elecció i hagi resolt totes les impugnacions—si n'hi hagués—, hagi declarat la validesa de les eleccions i les hagi certificat, mitjançant una "Constància de Majoria". El president electe assumeix el càrrec l'1 de desembre, el qual ostentarà per sis anys.
El president electe, en prendre possessió del càrrec, s'ha de presentar davant el Congrés de la Unió o la Comissió Permanent d'aquest, si és un període de recés, per rebre la investidura i ha de fer el següent jurament o protesta:
"Protesto guardar i fer guardar la constitució política dels Estats Units Mexicans i les lleis que n'emanin, i ocupar lleialment i patriòticament el càrrec de president de la República que el poble m'ha conferit, mirant en tot pel bé i la prosperitat de la Unió, i si no ho fes així, que la nació m'ho demani".
Tradicionalment, el president sortint i el president electe es presenten davant el Congrés de la Unió reunit—tant el Senat com la Cambra de Diputats—així com altres convidats com ara els governadors dels Estats de la Unió i altres personalitats estrangeres, per realitzar la "transmissió del Poder Executiu". En la majoria dels casos, la cerimònia té lloc al Palau de San Lázaro, seu del Congrés de la Unió, tot i que en algunes ocasions es va realitzar al Palau de Belles Arts o a l'Estadi Nacional.
En la cerimònia, després d'unes breus paraules, el president sortint es treu la "banda presidencial", una cinta ampla de tela tricolor—verd, blanc i roig, amb l'escut d'armes daurat al centre—que es porta diagonalment, de l'espatlla dreta al costat esquerre de la cintura, i que és el símbol i emblema oficial del Poder Executiu Federal, i l'entrega al president electe, el qual se la posa a si mateix. Aquesta banda només ha de ser portada pel president, i ha de ser portada en les cerimònies de transmissió del Poder Executiu Federal, quan el president presenta l'Informe de Govern cada any davant el Congrés de la Unió, en la commemoració del Crit de Dolores—previ a la celebració de la Independència de Mèxic—cada 15 de setembre i en rebre les credencials dels ambaixadors acreditats davant el govern mexicà. La banda presidencial ha de ser pròpia de cada president, és a dir, confeccionada segons els mesuraments específics de la seva complexió física. Per tant, en la cerimònia de la transmissió del Poder Executiu, el president sortint porta una banda feta pel president electe, la qual pot veure's més gran o més petita per a la seva complexió. El president electe, tradicionalment, pronuncia el jurament (o "fa protesta") així com un "discurs inaugural".

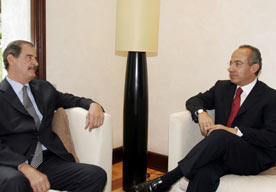
L'ex president Vicente Fox i el president en funcions Felipe Calderón

Des de 1932, la transmissió del Poder Executiu s'ha realitzat de manera pacífica; la transmissió del Poder del 2006, tanmateix, va ser una excepció a la tradició. El candidat del Partit Acció Nacional, Felipe Calderón, va guanyar el candidat del Partit de la Revolució Democràtica, Andrés Manuel López Obrador per un marge molt estret de vots. López Obrador va impugnar les eleccions i el dictamen final del Tribunal Electoral. Els diputats del PRD al Congrés de la Unió, amb altres partits petits d'esquerres, es van negar a reconèixer Calderón com a president. El dia de la transmissió del Poder Executiu, van tancar les portes d'entrada del Palau de San Lázaro, per evitar que entrés. Dies abans els juristes no es posaven d'acord amb les implicacions de jurar o no davant el Congrés per convertir-se oficialment en president en funcions. Calderón va assumir el poder en una transmissió per televisió la nit del 30 de novembre; però, l'endemà, i de manera inesperada, el president sortint Vicente Fox i Calderón van entrar per la porta del darrere del Palau de San Lázaro que duia directament al pòdium, i resguardat pels diputats del seu partit va pronunciar ràpidament el jurament enmig dels crits dels seus opositors, i es va retirar. Va pronunciar el discurs inaugural a l'Auditori Nacional.

### Absència absoluta

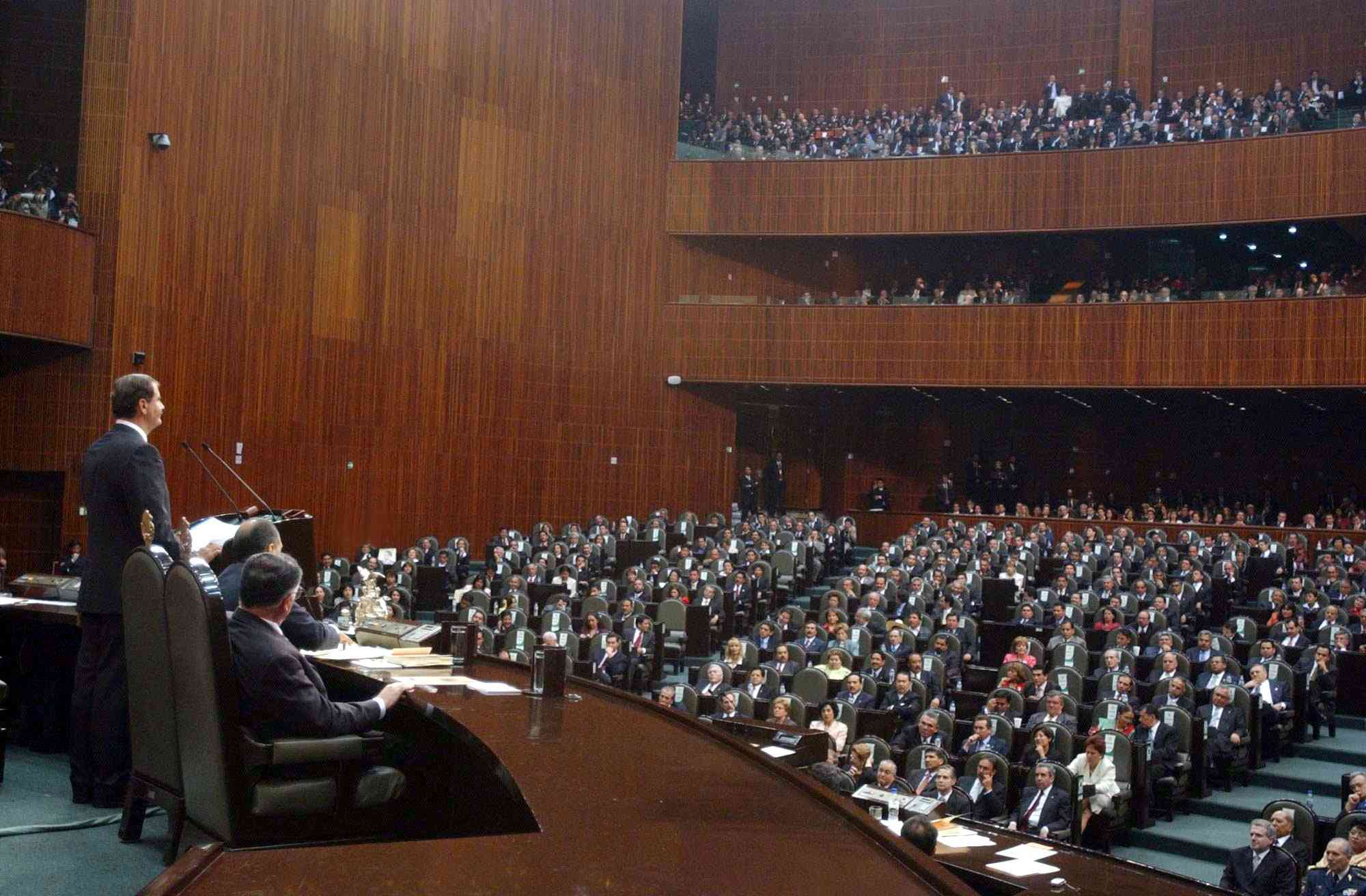
Sessió conjunta del Congrés de la Unió, al Palau de San Lázaro

Un president constitucional podria no acabar el seu mandat per tres raons: renúncia, destitució o mort. El president de Mèxic només pot presentar la seva renúncia per una causa greu, que ha de ser qualificada pel Congrés de la Unió. Des de la promulgació de la constitució vigent de 1917 només un president ha presentat la seva renúncia, Pacual Ortiz Rubio, el 1932. El president només pot ser destituït si és acusat d'un delicte polític davant el Senat. Cap president ha estat destituït des de la promulgació de la constitució de 1917.
Per altra banda, ja que a Mèxic no existeix el càrrec de vicepresident no hi ha cap línia automàtica de successió. En cas d'"absència absoluta" del president (incapacitat, mort o impugnació), el Congrés de la Unió es constitueix com a Col·legi Electoral i amb un quòrum d'almenys dos-terços dels representants, seleccionarà per majoria absoluta en una votació lliure i secreta, un president interí. Si l'absència absoluta ocorre durant els dos primers anys del sexenni, el president interí ha de convocar a eleccions immediatament per elegir un president que conclogui el sexenni. Les eleccions s'han de celebrar en no menys de 14 i no més de 18 meses. Si el Congrés de la Unió no es trobés en sessions, la Comissió Permanent designarà un president provisional i convocarà el Congrés de la Unió a sessions extraordinàries, el qual, al seu torn, procedirà amb l'elecció d'un president interí. Per contra, si l'absència absoluta ocorre durant els últims quatre anys del sexenni, el Congrés de la Unió designarà un president substitut per concloure el mandat.

## Funcions i privilegis del president de Mèxic

### Facultats i obligacions
L'article 89 de la constitució de Mèxic estableix les funcions del president, entre les quals hi ha les facultats i obligacions de:
- promulgar i executir les lleis que expideixi el Congrés de la Unió;
- designar els ministres (secretaris), agents diplomàtics i cònsols generals amb l'aprovació del Senat de Mèxic, així com els oficials de l'Exèrcit, l'Arada i la Força Aèria mexicanes;
- preservar la seguretat nacional i disposar de la totalitat de les forces armades i de la guàrdia nacional per la seguretat interior i la defensa exterior de la federació;
- declarar la guerra en nom dels Estats Units Mexicans, amb la prèvia autorització del Congrés de la Unió; i
- dirigir la política exterior respectant els principis normatius de la lliure autodeterminació dels pobles, la no-intervenció, la solució pacífica de les controvèrsies, la proscripció de l'amenaça o l'ús de la força en les relacions internacionals, la igualtat jurídica de tots els Estats, la cooperació internacional pel desenvolupament, i la lluita per la pau i la seguretat internacionals.

Segons la Llei de l'Administració Federal, el president designa els membres del Gabinet Executiu, coneguts com a "secretaris d'Estat".

### Privilegis

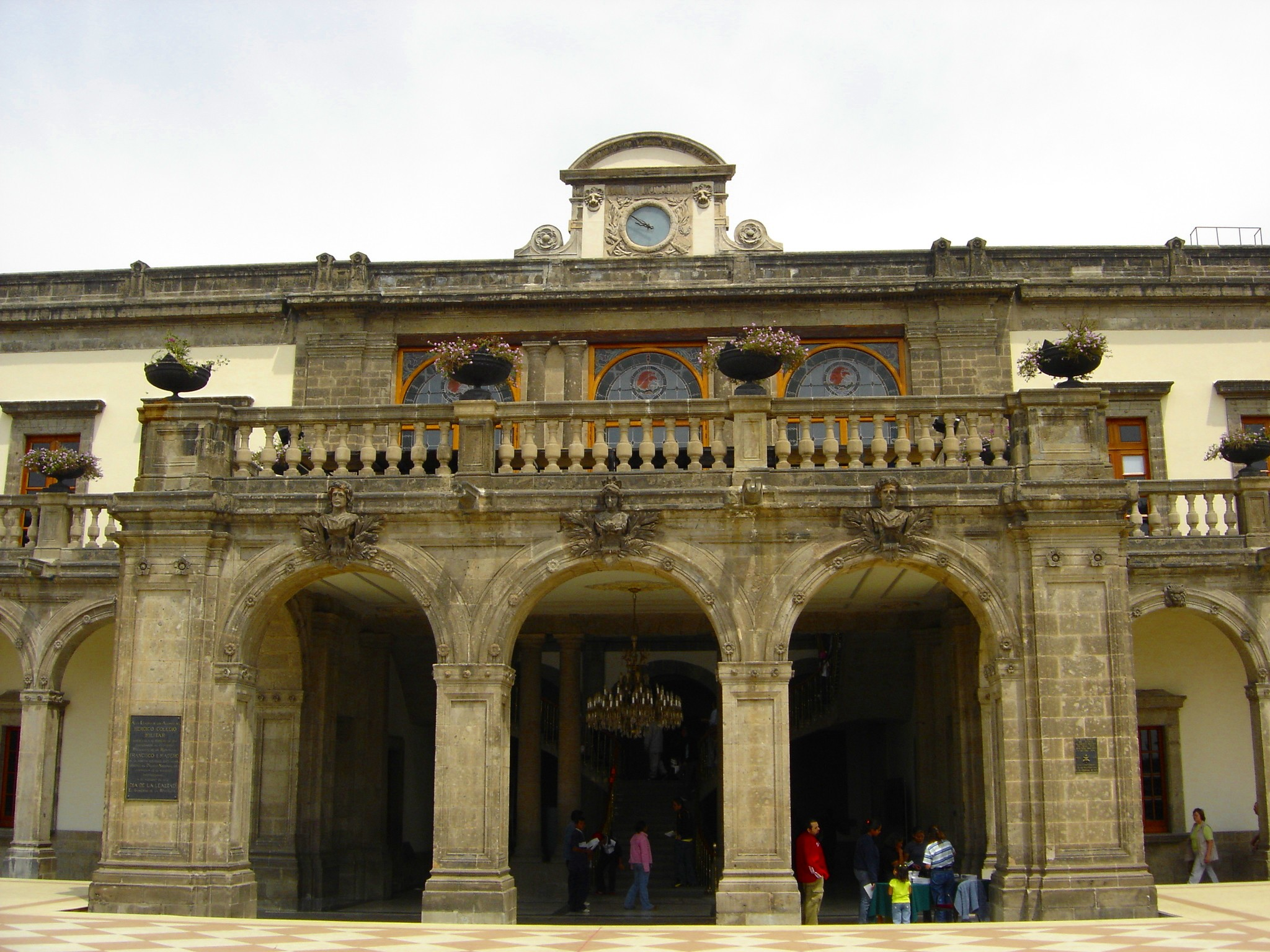
Façana del Castell de Chapultepec, antiga seu del president de Mèxic. En l'actualitat, la seu és Los Pinos

El president té el dret d'utilitzar la residència oficial de Los Pinos, localitzada al Parc de Chapultepec al centre de la ciutat de Mèxic. Los Pinos està integrat per diversos edificis administratius i residencials, i va ser construït la dècada dels trenta, per ordres del president Lázaro Cárdenas que s'oposava a viure al Castell de Chapultepec, aleshores la residència oficial de l'Executiu. El Castell de Chapultepec es va convertir en Museu d'Història Nacional. Tan bon punt el president electe assumeix el poder, té a la seva disposició l'Estat Major Presidencial, un cos militar encarregat de la protecció del president de Mèxic.
Per a viatjar en compliment de les seves funcions, el president de Mèxic té a disposició seva una flota aèria. L'aeronau principal és l'Avió President Juárez, un Boeing 757-225, el qual si el president està a bord, es coneix com el TP-01 ("Transport Presidencial 1"). A més, hi ha un Boeing 737-300 (TP-02) i un Boeing 737-332 (TP-03), per viatges curts, així com una sèrie de jets i helicòpters.
El salari del president de Mèxic, en pesos mexicans brut mensual era, el 2008, de $208.648 (aprox. 12.300 €) que després de pagar impostos, es redueix a un salari net mensual de $148.016 (aprox. 8.706 €). A més a més, el president rep una "prima de vacances" de $6.794 (aprox. 400 €), i una prima de Nadal—que la llei atorga a tots els treballadors mexicans, i coneguda com a aguinaldo—de $54.354 (aprox. 3.197 €). Des de les Reformes del 2007, cap altre funcionari públic (governador d'estat, ministre, diputat, senador, batlle, etc.) ha de guanyar més que el president. Els ex presidents, tradicionalment, han rebut una pensió vitalícia.

## Presidents dels Estats Units Mexicans
Article principal: Llista de presidents de Mèxic
Des de la creació de la federació mexicana fins al 2008 cinquanta-vuit persones han ostentat el càrrec de president de Mèxic—sense prendre a compte els tres presidents conservadors durant la Guerra de Reforma, desconeguts pel president constitucional, però itinerant, Benito Pablo Juárez García; ni tampoc Gabriel Valencia que va ostentar el càrrec tres dies, però no és reconegut per tots els historiadors, ni José María Iglesias, que va reclamar la presidència quan Sebastián Lerdo de Tejada fou destituït per les forces revolucionàries de Porfirio Díaz, per uns mesos abans d'exiliar-se.
A partir de 1917, els presidents de Mèxic s'han conegut com a "presidents revolucionaris" o "postrevolucionaris"—en referència al conflicte bèl·lic, la Revolució Mexicana, que va produir l'actual Constitució Política dels Estats Units Mexicans, tot i que el nom ha entrat en desús amb la victòria d'un partit d'oposició no revolucionari el 2000—o també "presidents constitucionalistes"—en referència al mateix document. De manera més esporàdica, aquest període "Postrevolucionari" o "Constitucionalista" també es coneix com la "Quarta República Federal".